# Piketon
Piketon – wieś w Stanach Zjednoczonych, w stanie Ohio, w hrabstwie Pike.